# Marie-Octobre
Pour l’article homonyme, voir Marie-Octobre (téléfilm, 2008).
Pour plus de détails, voir Fiche technique et Distribution.
Marie-Octobre est un film français réalisé par Julien Duvivier, sorti en 1959. 
C'est l'adaptation du roman du même nom de Jacques Robert, paru en 1948.

## Synopsis
L’action se déroule vers 1957 dans une demeure bourgeoise, le domaine de la Chênaie, propriété de l’industriel François Renaud-Picart. Durant la seconde guerre mondiale, le lieu abritait le quartier général du réseau « Vaillance » dirigé par le capitaine Castille. Un groupe d'anciens résistants, une femme et neuf hommes, dont certains s'étaient perdus de vue depuis la fin de la guerre, se retrouvent quinze années plus tard. Ils dînent ensemble, dans la pièce où, en août 1944, leur chef a été tué lors d'une descente de la Gestapo, le soir même où il devait révéler le nom de celui qui avait volé trois millions de francs envoyés par le Comité national de Londres. Cet événement a précipité et entraîné la chute du réseau.
Cette soirée est organisée par Marie-Octobre, nom de code de l'ancienne estafette et égérie du réseau, et par François Renaud-Picart. Il ne s’agit pas de retrouvailles d’anciens combattants. En réalité, ils ont souhaité cette réunion pour percer le mystère de la mort de Castille. En effet, Marie-Octobre, qui dirige une maison de couture du même nom en souvenir de cette période, a récemment été abordée par un client allemand, à l’occasion d’un défilé de mode. Celui-ci lui a demandé s’il y avait un lien entre la dénomination de son entreprise et le nom d’une résistante durant la guerre. Elle lui a confirmé que c’était bien le cas. Il s'est alors présenté comme étant Wilfrid Muller, ancien officier de la Gestapo ayant dirigé l’opération quinze ans plus tôt, à la suite d'une dénonciation par un des membres du réseau dont il a oublié le nom.
Cette réunion, espèrent Marie et Renaud-Picart, permettra de démasquer le traître, qui devra alors, sous la contrainte, signer ses aveux et se suicider.
La première partie de la soirée consiste en un repas très convivial, occasion pour se remémorer les bons et les mauvais souvenirs. Chacun dit ce qu’il est devenu : avocat, patron d’une boîte de strip-tease, contrôleur des contributions, serrurier plombier, boucher, imprimeur, prêtre, médecin-accoucheur. Puis tous passent dans le salon. Les conversations continuent entre le café et les liqueurs. Rougier, l'imprimeur fredonne l'air de la chevauchée des Walkyries de Richard Wagner, accompagné au piano par le prêtre ; Marinval, le boucher regarde avec enthousiasme un combat de catch à quatre à la télévision ; Vandamme, le fonctionnaire du fisc et Simoneau l'avocat, débattent au sujet de la peine de mort tandis que les autres évoquent avec humour leurs difficultés conjugales, sauf Blanchet, le serrurier et Thibaud, le médecin, tous deux veufs. L’ambiance est festive et agréable.
Marie et Renaud-Picart choisissent ce moment pour révéler à leurs anciens camarades la vraie raison de cette réunion.
Les visages se figent, l’ambiance devient délétère, le ton monte. Au fil des minutes, chacun décèle chez l’autre une bonne raison pour voir en lui le traître : l'amour, l'appât du gain, la lâcheté, la méprise, la politique, la collaboration Ils s’accusent mutuellement. Vandamme, le contrôleur des contributions, suggère alors un vote à bulletin secret pour désigner « son » suspect. Simoneau l'avocat refuse de se prêter au jeu. A-t-il pressenti que son nom figurerait sur huit bulletins, le prêtre ayant voté blanc ?  Il était en effet absent le fameux soir. Mais cela ne prouve rien selon lui. Il rejette ce verdict et rafraîchit la mémoire des autres, qu'il prend successivement en flagrant délit d’omission. À chacun, il rappelle des détails qui les mettent dans l’embarras, excepté Bernardi, l'ancien catcheur, qui admirait trop Castille pour lui nuire. Les accusations se succèdent. Rougier l’imprimeur pousse Marie-Octobre à révéler qu’elle était amoureuse de Castille, ce que tout le monde ignorait, et que celui-ci allait la quitter. Et si elle avait tué par amour, profitant de la situation ? Mais si tel était bien le cas, pourquoi aurait-elle organisé cette soirée ?  Lassés de tourner en rond, tous décident de partir.
C’est alors que Marie-Octobre et Renaud-Picart décident d’user d’un stratagème pour les retenir cinq minutes de plus qui seront décisives, disent-ils, car celui qui se cache ne pourra plus se dérober : ils prétendent que Wilfrid Muller, l'ancien officier de la Gestapo, attend à l’étage supérieur. Il a accepté de venir afin d’identifier le traître, dont il a oublié le nom mais pas les traits du visage. Le piège fonctionne, car croyant l’entendre descendre l’escalier, l’un d’eux tente en vain de s’échapper. Bernardi, l'ancien catcheur, le rattrape et le roue de coups. Il avoue avoir volé les trois millions et tué Castille par jalousie, car celui-ci était aimé par Marie-Octobre dont lui-même était amoureux. Il s'agenouille devant ses anciens compagnons pour implorer leur pitié. Mais ceux-ci restent de marbre. Il signe ses aveux sous la dictée de Renaud-Picart. Il est condamné à se suicider.
Le prêtre tente de s’opposer à ce qu'il considère être un assassinat, dont tous auront à répondre devant la justice, tant celle de Dieu que celle des hommes. Renaud-Picart sort alors un carnet de sa poche, l’ouvre et commence à réciter les noms des membres du réseau morts soit sous la torture, soit en déportation. Lorsqu’il prononce les mots « capitaine Castille », un coup de feu retentit avant la fin de la phrase : le traître vient d’être exécuté par Marie-Octobre.
Celle-ci appelle ensuite la gendarmerie pour se dénoncer, avant de déchirer la confession écrite du coupable : « Allô la gendarmerie ? Ici le domaine de La Chênaie. Je viens de tuer un homme. »

## Fiche technique
- Titre : Marie-Octobre
- Réalisation : Julien Duvivier
- Scénario, adaptation : Julien Duvivier, Jacques Robert, inspiré du roman du même nom de Jacques Robert, paru en 1948 aux éditions du Scorpion[1]
- Dialogue : Henri Jeanson
- Assistant réalisateur : Michel Romanoff
- Directeur de la photographie : Robert Lefebvre
- Cadreur : Roger Delpuech
- Musique : Jean Yatove
- Chef décorateur : Georges Wakhévitch
- Costumes : Jacques Heim
- Son : Antoine Archimbaud
- Scripte : Denise Morlot[2]
- Photographe de plateau : Roger Corbeau
- Monteuse : Marthe Poncin[3]
- Production : Lucien Viard[4]
- Sociétés de production : Orex Films (L. Viard), Abbey Films (Alain Bernheim), Doxa Films (Danielle Darrieux), Société française théâtre et cinéma (Julien Duvivier)
- Directeur de production : Paul Joly
- Assistant de production : Pierre Duvivier
- Affiche : Yves Thos
- Distribution : Pathé Consortium Cinéma
- Date de tournage : du 17 novembre 1958 au 10 décembre 1958 dans les Studios de Boulogne[5]
- Enregistrement : Western Electric, société Optiphone
- Laboratoire Franay L.T.C Saint-Cloud
- Effets spéciaux : LAX
- Durée : 95 minutes
- Format : Noir et blanc - 35 mm - 1,37:1 - Mono
- Genre : Film dramatique
- Date de sortie : France, 24 avril 1959
- (fr) Mention CNC : tous publics, art et essai (visa d'exploitation no 21312 délivré le 26 février 1959)[6]

## Distribution
- Danielle Darrieux : Marie-Hélène Dumoulin dite « Marie-Octobre », directrice d'une maison de couture
- Paul Meurisse : François Renaud-Picart, industriel
- Bernard Blier : Julien Simoneau, avocat pénaliste
- Lino Ventura : Carlo Bernardi, patron d'une boîte de strip-tease et ancien catcheur
- Noël Roquevert : Étienne Vandamme, contrôleur des contributions
- Robert Dalban : Léon Blanchet, serrurier plombier
- Paul Frankeur : Lucien Marinval, boucher mandataire aux Halles
- Serge Reggiani : Antoine Rougier, imprimeur
- Paul Guers : Yves Le Gueven, prêtre
- Daniel Ivernel : Robert Thibaud, médecin-accoucheur
- Jeanne Fusier-Gir : Victorine, la gouvernante
- Iska Khan : lui-même (combat de catch télévisé) (non crédité)
- King Kong Taverne : lui-même (combat de catch télévisé) (non crédité)
- Paul Villard : lui-même (combat de catch télévisé) (non crédité)
- Roger Delaporte : lui-même (combat de catch télévisé) (non crédité)
- René Brejot : lui-même, l'arbitre du combat de catch (non crédité)

## Production

### Choix des interprètes
La distribution du film réunit certains des acteurs parmi les plus célèbres du cinéma français de l'époque, à savoir Danielle Darrieux, Noël Roquevert, Paul Frankeur, Bernard Blier, Lino Ventura, Robert Dalban et Paul Meurisse, ainsi que Serge Reggiani, avec l'apport symbolique d'un acteur à la notoriété alors plus récente, Paul Guers, et d'une actrice de seconds rôles active depuis les années 1930, Jeanne Fusier-Gir.

### Tournage
Le déroulement du film respecte la règle classique des trois unités : le temps, le lieu et l'action.
Au cours du film, l'évolution de l'enquête pour connaître le tueur, dans un huis clos au sein d'une pièce unique, rend tour à tour suspects chacun des protagonistes. Le réalisateur Julien Duvivier tourna les scènes du film dans l'ordre même du scénario, car le nom de l'acteur qui incarne le traître n'avait pas été révélé aux acteurs. Ceux-ci l'ont découvert lors du tournage de la scène finale.
Le salon où se déroule l'action est richement meublé. On distingue notamment deux copies de tableaux anciens : La Mort de Marc-Antoine de Pompeo Batoni et Renaud et Armide de François Boucher.

## Accueil

### Critique
À la sortie du film, la critique est d'abord partagée.
En avril 1959, le critique Jean de Baroncelli du Monde écrit au sujet du film :

« Cette histoire est ingénieuse, et l'on s'étonne de n'être pas davantage pris, passionné, captivé par le film de Julien Duvivier. On "marche" certes, et l'on tombe volontiers dans les petits traquenards que nous tend le réalisateur. Par amour du "sport" on cherche des solutions au problème, on élabore des raisonnements. Mais notre attention demeure superficielle. Nous ne participons que de loin, en amateurs, au drame qui se déroule sous nos yeux. Nous ne nous sentons pas impliqués dans cette affaire comme nous l'étions dans celle des Douze hommes en colère.[...]
Il n'en reste pas moins que Marie-Octobre remportera certainement un grand succès auprès du public. Le suspense imaginé par Jacques Robert, la vivacité du dialogue d'Henri Jeanson, feront oublier aux spectateurs les faiblesses du récit. Quant aux comédiens, ils sont tous excellents. »

Par ailleurs, certains critiques ont jugé le décor et la mise en scène trop théâtraux.

### Box-office
Le film est un succès à sa sortie en salles, avec plus de 2,5 millions d'entrées.

## Autres adaptations
- 1974 : Au Théâtre ce soir : « Marie-Octobre », adaptation théâtrale de Julien Duvivier et Henri Jeanson, réalisation de Georges Folgoas.
- 2008 : Marie-Octobre, téléfilm de Josée Dayan.
- 2018 : Marie-Octobre, pièce de théâtre adaptée par Fabrice Drouelle, mise en scène de Stéphane Bari[14].